# Mistrzostwa NCAA Division III w Zapasach w 2019
Mistrzostwa NCAA Division III w zapasach w 2019 roku rozegrane zostały w Roanoke w dniach 8–9 marca. Zawody odbyły się w Berglund Center. Gospodarzem zawodów był Ferrum College.

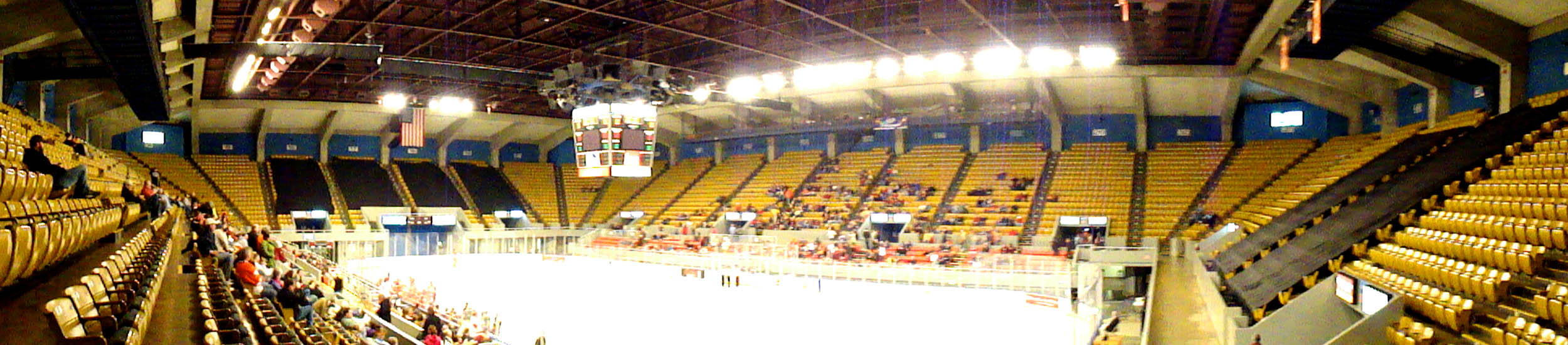

- Outstanding Wrestler – Jay Albis

Punkty zdobyły 54 drużyny.

## Wyniki

### Drużynowo
| Kolejność | Szkoła                             | Zespół         |
| --------- | ---------------------------------- | -------------- |
| 1.        | Augsburg University                | Auggies        |
| 2.        | Loras College                      | Duhawks        |
| 3.        | Johnson & Wales University         | Wildcats       |
| 4.        | Ithaca College                     | Bombers        |
| 5.        | University of Mount Union          | Purple Raiders |
| 6.        | Wartburg College                   | Knights        |
| 7.        | University of Wisconsin–Whitewater | Pioneers       |
| 8.        | The College of New Jersey          | Lions          |

### All American

#### 125 lb
| Lp. | Zawodnik         | Szkoła               |
| --- | ---------------- | -------------------- |
| 1.  | Jay Albis        | Johnson & Wales      |
| 2.  | Mike Tortorice   | Wisconsin–Whitewater |
| 3.  | Dan Del Gallo    | Southern Maine       |
| 4.  | Ferdinand Mase   | Ithaca               |
| 5.  | Victor Gliva     | Augsburg             |
| 6.  | Cameron Timok    | Central              |
| 7.  | Carlos Champagne | Wabash               |
| 8.  | Eron Haynes      | Wesleyan             |

#### 133 lb
| Lp. | Zawodnik      | Szkoła                  |
| --- | ------------- | ----------------------- |
| 1.  | Jordin James  | Mount Union             |
| 2.  | Ben Vosters   | Wisconsin–Stevens Point |
| 3.  | Bobby Jordan  | Johnson & Wales         |
| 4.  | Charles Nash  | Baldwin Wallace         |
| 5.  | Jake Giordano | New Jersey              |
| 6.  | Yoseph Borai  | Stevens Institute       |
| 7.  | Levi Englman  | Ferrum                  |
| 8.  | Kimo Dial     | US Merchant Marine      |

#### 141 lb
| Lp. | Zawodnik       | Szkoła   |
| --- | -------------- | -------- |
| 1.  | David Flynn    | Augsburg |
| 2.  | Chris Williams | Millikin |
| 3.  | Clint Lembeck  | Loras    |
| 4.  | Ben Brisman    | Ithaca   |
| 5.  | Evan Drill     | New York |
| 6.  | Brady Fritz    | Wartburg |
| 7.  | Brendan Ladd   | Alma     |
| 8.  | Mario Vasquez  | Ferrum   |

#### 149 lb
| Lp. | Zawodnik       | Szkoła            |
| --- | -------------- | ----------------- |
| 1.  | Ryan Budzek    | New Jersey        |
| 2.  | Gregory Warner | York              |
| 3.  | Brett Kaliner  | Stevens Institute |
| 4.  | Alex Wilson    | Augsburg          |
| 5.  | Zachary Cooper | Alma              |
| 6.  | Jarrad Lasko   | John Carroll      |
| 7.  | Ryan Snow      | Brockport         |
| 8.  | Luke Hernandez | Mount Union       |

#### 157 lb
| Lp. | Zawodnik       | Szkoła              |
| --- | -------------- | ------------------- |
| 1.  | Ryan Epps      | Augsburg            |
| 2.  | Antwon Pugh    | Mount Union         |
| 3.  | Cross Cannone  | Wartburg            |
| 4.  | Brandon Murray | Loras               |
| 5.  | Kaidon Winters | Rochester IT        |
| 6.  | Bradan Birt    | Millikin            |
| 7.  | Keone Derain   | Elmhurst            |
| 8.  | Grant Zamin    | Wisconsin–La Crosse |

#### 165 lb
| Lp. | Zawodnik        | Szkoła               |
| --- | --------------- | -------------------- |
| 1.  | Lucas Jeske     | Augsburg             |
| 2.  | Dempsey King    | Rochester IT         |
| 3.  | Mark Choinski   | Wisconsin–Oshkosh    |
| 4.  | Eddie Smith     | Loras                |
| 5.  | Nicholas Bonomo | Wisconsin–Whitewater |
| 6.  | Kyle Hatch      | Wabash               |
| 7.  | Taylor Shay     | Roger Williams       |
| 8.  | Austin Whitney  | Ithaca               |

#### 174 lb
| Lp. | Zawodnik      | Szkoła      |
| --- | ------------- | ----------- |
| 1.  | Darden Schurg | Wabash      |
| 2.  | Jairod James  | Mount Union |
| 3.  | Kyle Briggs   | Wartburg    |
| 4.  | Daniel Kilroy | New Jersey  |
| 5.  | Tanner Vassar | Augsburg    |
| 6.  | A.J. Aeberli  | Coast Guard |
| 7.  | Ben Sarasin   | Chicago     |
| 8.  | Jacob Krakow  | Loras       |

#### 184 lb
| Lp. | Zawodnik         | Szkoła               |
| --- | ---------------- | -------------------- |
| 1.  | John Boyle       | Western New England  |
| 2.  | Jake Ashcraft    | Ithaca               |
| 3.  | Khamri Thomas    | Johnson & Wales      |
| 4.  | Joshua Glantzman | Merchant Marine      |
| 5.  | Kyle Peisker     | Chicago              |
| 6.  | Dylan Roth       | Heidelberg           |
| 7.  | Nick Stencel     | Wisconsin–Whitewater |
| 8.  | Josh Edel        | Coe                  |

#### 197 lb
| Lp. | Zawodnik         | Szkoła               |
| --- | ---------------- | -------------------- |
| 1.  | Lance Benick     | Augsburg             |
| 2.  | Keajion Jennings | Millikin             |
| 3.  | Riley Kauzlaric  | Wisconsin–Whitewater |
| 4.  | Etiini Udott     | Centenary            |
| 5.  | Taylor Mehmen    | Coe                  |
| 6.  | Guy Patron       | Loras                |
| 7.  | Zeckary Lehman   | Baldwin Wallace      |
| 8.  | Antonio McCloud  | Mount St. Joseph     |

#### 285 lb
| Lp. | Zawodnik         | Szkoła              |
| --- | ---------------- | ------------------- |
| 1.  | Garrett Wesneski | Lycoming            |
| 2.  | Adarios Jones    | Augustana           |
| 3.  | James Bethel     | Oneonta State       |
| 4.  | Jake O’Brien     | Ithaca              |
| 5.  | Drew Kasper      | Otterbein           |
| 6.  | Bowen Wileman    | Wartburg            |
| 7.  | Konrad Ernst     | Wisconsin–La Crosse |
| 8.  | Connor Calkins   | Rochester IT        |